# Annette Just
Annette Just, født Islef (født 27. juni 1947) er en dansk politiker, der var medlem af Folketinget fra 8. september 1987 til 10. marts 1998, valgt for Fremskridtspartiet i Vejle Amtskreds og Østre Storkreds. Hun blev i 1985 den første kvindelige partiformand for et af Folketingets partier. 
Hun er datter af ingeniør Christian Islef og Grete Islef. Just var aktiv i Kvindeligt Flyvekorps 1965-1967 og i Hjemmeværnet 1965-1983. Hun arbejdede som proprietær 1970-1989 på Eliseholm i Vejle.
Hun gik ind i politik i 1978, da hun blev valgt til Jelling Kommunalbestyrelse. Her sad hun til 1989. Internt i Fremskridtspartiet var hun formand for partiets lokalforening i Jelling 1979-1983 og for partiets landsorganisation fra 1985 til 1987. Hun blev opstillet til Folketinget første gang i Aarskredsen (Nordjyllands Amtskreds) i 1979, i Fredericiakredsen fra 1981 og 1986-1989 også i Horsenskredsen. Fra 1990 var hun opstillet i Juelsmindekredsen. I 1994 blev hun opstillet i Nørrebrokredsen (Østre Storkreds) og fra 1995 i Hillerødkredsen (Frederiksborg Amtskreds).
Politisk markerede hun sig særligt på sin benhårde modstand mod EU, ikke mindst under debatten om Maastricht-traktaten, ligesom hun beskæftigede sig med forsvars- og arbejdsmarkedspolitikken.
Efter hun udtrådte af Folketinget har Annette Just taget en uddannelse som merkonom, og hun var i 2001 valgobservatør for OSCE i Kosovo.
Annette Just har 2 børn.
I 1997 blev hun ridder af Dannebrog.